# ルキウス・ウェルギニウス・トリコストゥス
ルキウス・ウェルギニウス・トリコストゥス（ラテン語: Lucius Verginius Tricostus、生没年不詳）は共和政ローマの政治家・軍人。紀元前435年の執政官（コンスル）。ディオドロスはプラエノーメンをプロクルスとしており、紀元前1世紀の歴史家リキニウス・マケルは、紀元前434年もトリコストゥスが執政官を務めたとしている。

## 経歴
紀元前435年、トリコストゥスは執政官に選出された。同僚のガイウス・ユリウス・ユッルスは二度目の就任であった。ローマでは前年から疫病が猛威を奮っており、それに乗じてフィデナエがウェイイと共に攻めてきた。ユッルスが防御に当たる間、トリコストゥスが元老院に諮ると独裁官を立てる事が決定された。トリコストゥスが同僚ユッルスの許可を得た後、独裁官クィントゥス・セルヴィリウス・プリスクスが選出され、ポストゥムス・アエブティウス・ヘルウァ・コルニケンがマギステル・エクィトゥムとなった。彼らは敵を押し返し最終的にはフィデナエを陥落させた。

## 参考資料
1. ↑  シケリアのディオドロス『歴史叢書』、12.49.1
2. ↑  リウィウス, 4.23.1-3.
3. ↑  Broughton, p.60.
4. ↑  リウィウス, 4.21.